# Super Bowl XXVIII
Super Bowl XXVII był dwudziestym ósmym finałem o mistrzostwo NFL w zawodowym futbolu amerykańskim, rozegranym 30 stycznia 1994 roku, na stadionie Georgia Dome, w Atlancie, w stanie Georgia.
Mistrz konferencji NFC, drużyna Dallas Cowboys, pokonał mistrza konferencji AFC, drużynę Buffalo Bills, uzyskując wynik 30-13. Dallas Cowboys zostali mistrzami po raz drugi w ciągu dwóch lat.
Za faworytów spotkania uważana była drużyna z Dallas.
Amerykański hymn państwowy przed meczem wykonała Natalie Cole. W przerwie w połowie meczu wystąpili: The Judds, Clint Black, Travis Tritt oraz Tanya Tucker.
Tytuł MVP finałów zdobył Emmitt Smith, Running back zespołu Cowboys. 

## Ustawienia początkowe
| Dallas           | Pozycja | Pozycja | Buffalo           |
| ---------------- | ------- | ------- | ----------------- |
| Ofensywa         |         |         |                   |
| Alvin Harper     | WR      | WR      | Bill Brooks       |
| Mark Tuinei      | LT      | LT      | John Fina         |
| Nate Newton      | LG      | LG      | John Davis        |
| John Gesek       | C       | C       | Kent Hull         |
| Kevin Gogan      | RG      | RG      | Glenn Parker      |
| Erik Williams    | RT      | RT      | Howard Ballard    |
| Jay Novacek      | TE      | TE      | Pete Metzelaars   |
| Michael Irvin    | WR      | WR      | Andre Reed        |
| Troy Aikman      | QB      | QB      | Jim Kelly         |
| Emmitt Smith     | RB      | RB      | Thurman Thomas    |
| Daryl Johnston   | FB      | WR      | Don Beebe         |
| Defensywa        |         |         |                   |
| Tony Tolbert     | LDE     | LDE     | Phil Hansen       |
| Leon Lett        | LDT     | NT      | Jeff Wright       |
| Tony Casillas    | RDT     | RDE     | Bruce Smith       |
| Charles Haley    | RDE     | LOLB    | Marvcus Patton    |
| Ken Norton, Jr.  | LOLB    | LILB    | Mark Maddox       |
| Darren Woodson   | NICKEL  | RILB    | Cornelius Bennett |
| Darrin Smith     | ROLB    | ROLB    | Darryl Talley     |
| Larry Brown      | LCB     | LCB     | Mickey Washington |
| Kevin Smith      | RCB     | RCB     | Nate Odomes       |
| Thomas Everett   | SS      | SS      | Henry Jones       |
| James Washington | FS      | FS      | Mark Kelso        |